# Jönköpings Missionsförening
Jönköpings missionsförening var ett sällskap som blev grunden till dagens Svenska Alliansmissionen. 
Jönköpings missionsförening grundades 1853 under namnet Jönköpings traktatsällskap med syftet att sprida det kristna budskapet genom småskrifter (traktater) och använde sig av kolportörer för detta arbete, för att ta sig runt förbudet mot religiösa sammankomster utan präst. 
Jönköpings traktatsällskap ombildades 1861 till Jönköpings missionsförening, ett namn som den vidhöll till 1919, då föreningen gick samman med Jönköpingskretsens kristliga ungdomsförbund och Skandinaviska Alliansmissionen i Sverige och bildade Svenska Alliansmissionen.
Jönköpings missionsförening var nära förbundet med det regionala konservativa partiet Jönköpings läns valmansförening. Dessa båda organisationer stöddes opinionsmässigt av Jönköpings-Posten under dess chefredaktör Josef Hamrin.

## Ordföranden
- 1853–1856 Knut Wilhelm Almqvist, läroverksadjunkt och präst
- 1856–1886 Thor Hartvig Odencrants, vice häradshövding, riksdagsman, notarie vid Göta hovrätt
- 1886–1911 Karl Palmberg, komminister
- 1911–1919 Karl Axel Rundbäck, stadsfogde